# Nabila Chihab
Nabila Chihab (Casablanca, 5 settembre 1984) è un'ex pallavolista italiana di origine marocchina, campionessa francese con il Racing Club de Cannes nel 2008.

## Squadre
| Squadra                       | Nazione            | Stagione    |
| ----------------------------- | ------------------ | ----------- |
| RDM Pomezia Roma              | Italia (bandiera)  | 2010 – 2011 |
| So.Ge.S.A. Roma Pallavolo     | Italia (bandiera)  | 2009 – 2010 |
| Vigolzone                     | Italia (bandiera)  | 2008 – 2009 |
| RC Cannes                     | Francia (bandiera) | 2007 – 2008 |
| La Lupa Copra Volley Piacenza | Italia (bandiera)  | 2006 – 2007 |
| Magic Pack Esperia Cremona    | Italia (bandiera)  | 2005 – 2006 |
| San Donà                      | Italia (bandiera)  | 2003 – 2005 |
| Asystel Novara                | Italia (bandiera)  | 2002 – 2003 |
| Romagnano                     | Italia (bandiera)  | 2001 – 2002 |
| Vercelli                      | Italia (bandiera)  | 2000 – 2001 |
| Biella                        | Italia (bandiera)  | 1999 – 2000 |
| Chiavazzese                   | Italia (bandiera)  | 1998 – 1999 |

## Palmarès
- Campionato francese: 1

2007-08
- Coppa di Francia: 1

2007-08
- Supercoppa italiana: 1

2003
- Coppa CEV: 1

2002-03